# Сивцов, Константин Викторович
Константин Викторович Сивцов (бел. Канстанцін Сіўцоў; род. 9 августа 1982, Гомель) — белорусский профессиональный шоссейный велогонщик. Бронзовый призёр Чемпионата мира в командной гонке 2013 года. Шестикратный Чемпион Белоруссии по шоссейному велоспорту.

## Карьера
Известность пришла к Константину Сивцову после победы на Чемпионате мира среди андеров (гонщиков до 23 лет) в групповой гонке, где белорус опередил Томаса Деккера из Нидерландов и датчанина Мадса Кристенсена. Этот успех позволил ему подписать контракт с итальянской командой высшего дивизиона Fassa Bortolo. Однако команда на следующий год прекратила своё существование и Константин перешёл в Acqua & Sapone. В составе этой команды в 2006 году он стал чемпионом Белоруссии в группой гонке.
В 2007 году велогонщик подписал контракт с Barloworld, в составе которой отметился такими результатами как: второе место на Giro dell'Appennino и третье место на Tre Valli Varesine и GP Città di Camaiore. А также в июле впервые принял участие в самой престижной велогонке - Тур де Франс, где занял 32 место в генеральной классификации.
Эти успехи привлекли внимание менеджеров команды Team High Road, которые и заключили с ним контракт. В апреле 2008 года Константин победил на 6 этапе Тура Джорджии - многодневной гонке по дорогам США и получил жёлтую майку лидера. По итогам гонки он сохранил лидерство и одержал победу в общем зачете многодневки. На Тур де Франс-2008 белорус занял 16 место.
На Джиро д'Италия 2009 года Константин праздновал две победы: сначала вместе с Team Columbia-High Road в командной гонке на время, а потом одержал личную победу сольной атакой на 8 этапе.
2011 год - наиболее успешный в карьере Сивцова. Он занял десятое место в генеральной классификации Джиро д'Италия и снова вместе с командой первенствовал в командной гонке на время. На Чемпионате Беларуси Константин завоевал золотую медаль в гонке с раздельным стартом.
С окончанием сезона 2011 года команда Team Columbia-High Road прекратила своё существование из-за спонсорских проблем и белорус подписал контракт с британским проектом Sky Procycling. В составе этой команды он зарекомендовал себя как хороший грегори. Гонщик был частью команды, когда Ричи Порт выиграл Вольта Алгарви, Брэдли Уиггинс - Париж-Ницца, Тур Романдии и Критериум ду Дофине, а Майкл Роджерс победил на Bayern-Rundfahrt. Сивцов прошёл отбор и стартовал на Тур де Франс 2012 года в качестве одного из основных помощников Брэдли Уиггинса, но упал и вынужден был сойти с переломом левой голени.
В 2013 году Сивцов одержал сольную победу на втором этапе Джиро дель Трентино, во второй раз в карьере выиграл гонку с раздельным стартом на Чемпионате Белоруссии. А на Чемпионате мира-2013 по шоссейным велогонкам в итальянской Флоренции вместе с товарищами по Sky Procycling завоевал бронзовую медаль в командной гонке на время.

## Личная жизнь
Константин Сивцов женат на Юлии. В семье подрастают два сына: Даниил и Максим.